# Iraida Suslowa
Iraida Suslowa (russisch Ираида Суслова; * 16. Januar 1955) ist eine ehemalige sowjetische Skilangläuferin.
Suslowa errang bei den Svenska Skidspelen 1976 in Falun den dritten Platz mit der Staffel. Bei ihrer einzigen Olympiateilnahme im Februar 1980 in Lake Placid kam sie auf den 14. Platz über 10 km. Im folgenden Monat lief sie bei den Lahti Ski Games auf den dritten Platz über 10 km. Bei sowjetischen Meisterschaften siegte sie im Jahr 1982 mit der Staffel. Zudem wurde sie 1979 Dritter mit der Staffel und im Jahr 1983 jeweils Zweite über 10 km und mit der Staffel.